# Stephen Woodworth
Pour les articles homonymes, voir Woodworth.
Œuvres principales
- Cycle Nathalie Lindstrom

Stephen Woodworth, né en 1967 à Fullerton en Californie, est un écrivain de science-fiction (ou de spéculation fiction) américain. Il publie dans de nombreuses revues. Regard violet son premier roman lui a valu un grand succès populaire aux États-Unis.

## Œuvres

### Cycle Nathalie Lindstrom
1. Regard violet, Bragelonne, 2008 ((en) Through Violet Eyes, 2004)
2. Mains rouges, Bragelonne, 2008 ((en) With Red Hands, 2004)
3. Sang doré, Bragelonne, 2011 ((en) In Golden Blood, 2005)
4. (en) From Black Rooms, 2006